# أنطونيو سانتورو
أنطونيو سانتورو (بالإيطالية: Antonio Santoro)‏ (و. 1989  م) هو راكب دراجة هوائية إيطالي، ولد في بوتنسا.

## سجل الفوز

### سباقات أو مراحل فاز بها
| التاريخ       | السباق                                | المركز                                                                  |
| ------------- | ------------------------------------- | ----------------------------------------------------------------------- |
| 20 يونيو 2010 | طواف إيطاليا للدراجات تحت 23 سنة 2010 | المركز الثالث                                                           |
| 30 يوليو 2016 | طواف بحيرة تشينغهاى 2016              | الثاني في تصنيف الجبال                                                  |
| 30 مارس 2017  | طواف تايوان 2017                      | الخامس في التصنيف العام                                                 |
| 08 يوليو 2018 | طواف سيبيو للدراجات 2018              | الثالث في تصنيف الجبال، الخامس في التصنيف العام، الخامس في تصنيف النقاط |
| 04 أغسطس 2018 | طواف بحيرة تشينغهاي 2018              | الرابع في التصنيف العام، الرابع في تصنيف الجبال                         |

## روابط خارجية
- أنطونيو سانتورو على موقع الاتحاد الدولي للدراجات (الإنجليزية)
- أنطونيو سانتورو على موقع أرشيف الدراجات (الإنجليزية)
- أنطونيو سانتورو على موقع إحصائيات الدراجات الإحترافية (الإنجليزية)
- أنطونيو سانتورو على موقع نسبة الدراجات (الإنجليزية)
- أنطونيو سانتورو على موقع CycleBase (الإنجليزية)